# Sal Khan
|  | Aquest article tracta sobre l'educador i analista financer nord-americà. Vegeu-ne altres significats a «Salman Khan». |

Salman Khan (11 d'octubre de 1976) és un educador i emprenedor nord-americà, fundador de la Khan Academy, una plataforma en línia que pretén oferir una educació en línia gratuïta per a tothom qui ho vulgui.
Salman Khan va néixer i créixer a Nova Orleans, Louisiana. La seva mare va néixer a Calcutta, India i els seu pare va néixer a Barisal, Bangladesh. Ell és un antic analista financer llicenciat al MIT (Massachusetts Institue of Technology) i amb un màster de Harvard.
L'agost de 2004, Sal Khan, que vivia a Boston, va començar a enviar tutorials de matemàtiques a la seva cosina Nadia, que residia a Louisiana i que tenia dificultats amb les unitats de conversió. Via telefònica i a través de Yahoo Doodle, Salman Khan, tutoritzava la seva cosina quan sortia de la feina. Com a conseqüència de la millora que va experimentar la seva cosina Nadia amb les matemàtiques, Salman Khan va començar a tutoritzar els germans de la seva cosina Arman i Ali. Amb el temps, va començar a córrer la veu i ja tutoritzava molts dels seus cosins i altres membres de la família. El temps va començar a ser un problema, i al 2006 va decidir començar a gravar vídeos i penjar-los a Youtube. D'aquesta manera serien accessibles per a tothom. El volum de visionats dels vídeos va anar augmentant i Salman Khan ha continuat amb aquesta tasca des d'aleshores.
Ha produït més de 6500 lliçons en vídeo, ensenyant una extensa varietat de temes de diverses assignatures. En un inici, les temàtiques eren de matemàtiques i ciències. També és el fundador de Khan Lab School, un projecte d'escola laboratori associat a la Khan Academy.
El març de 2018, el canal de Khan Academy a YouTube va superar els 3,8 milions de subscriptors. Els vídeos de Khan Academy s'han vist al voltant de cent cinquanta milions de vegades. El 2012, la revista Time va nomenar Salman Khan una de les 100 persones amb més influència de l'any al món. Khan va ser portada de la revista Forbes amb el titular "$1 Trillion Opportunity".